# Neoseiulus cozae
Neoseiulus cozae är en spindeldjursart som beskrevs av Palevsky, Gal och Edward A. Ueckermann 2009. Neoseiulus cozae ingår i släktet Neoseiulus och familjen Phytoseiidae. Inga underarter finns listade i Catalogue of Life.